# Mata Hari
Margaretha Geertruida Zelle (Leeuwarden, Países Bajos; 7 de agosto de 1876-Vincennes, Francia; 15 de octubre de 1917), más conocida como Mata Hari, fue una bailarina, cortesana y espía neerlandesa. Con las danzas brahmánicas y orientales triunfó en Europa. Durante la Primera Guerra Mundial, realizó labores de espionaje a favor de Alemania, por lo que fue detenida por las fuerzas francesas, declarada culpable de espionaje y traición, condenada a muerte y ejecutada por fusilamiento en la fortaleza de Vincennes.

## Biografía
A pesar de las afirmaciones tradicionales de que Mata Hari tenía ascendencia javanesa —es decir, indonesia—, los estudiosos concluyen que no tenía ascendencia asiática ni de Oriente Medio y que sus padres eran neerlandeses.
Fue la hija mayor del sombrerero Adam Zelle (1840-1910) y de Antje van der Meulen (1842-1891), y tuvo tres hermanos varones. Sus padres se divorciaron y su madre falleció un par de años después del divorcio; el padre contrajo luego matrimonio con Susanna Catharina ten Hoove (1844-1913).

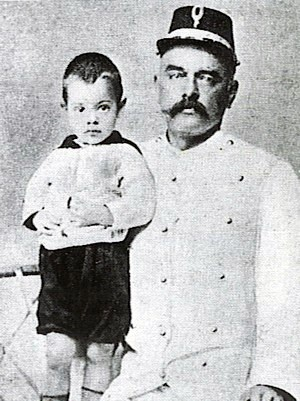
Su hijo, Norman-John, y su marido, Rudolph.

Su hija adolescente, que comenzaba a destacar por su belleza, se fue a vivir con su padrino. A los dieciséis años, Mata Hari (todavía conocida como Margaretha) estudiaba en una escuela especial en donde al mismo tiempo que se las educaba, a las jóvenes se las entrenaba para convertirse en maestras, y allí se involucró con uno de los directores del plantel, por lo que fue expulsada y se fue a vivir con su tío.
En 1895, respondió a un anuncio del capitán Rudolph MacLeod (1856-1928), un militar veinte años mayor que solicitaba esposa. Tras mantener una breve comunicación por correspondencia, se casaron en Ámsterdam el 11 de julio de 1895, cuando ella estaba a punto de cumplir diecinueve años.
El matrimonio se trasladó a Java, donde había sido destinado MacLeod, y tuvo dos hijos: Norman-John, nacido el 30 de enero de 1897, y Louise Jeanne, nacida el 2 de mayo de 1898. En 1899, los niños enfermaron y Norman-John falleció. Aunque en un principio se creyó que había fallecido de complicaciones por el tratamiento de la sífilis contagiada por sus padres, posteriormente se descubrió que ambos niños habían sido víctimas de un envenenamiento en venganza contra Rudolph por sus maltratos a un sirviente nativo, quien envió a su esposa, la doméstica de la casa, a envenenar a la familia. La muerte de este hijo supuso un duro golpe para un matrimonio ya deteriorado. El marido buscó amparo en la bebida. Se dice que esta soledad llevó a Mata Hari a sus primeros contactos con la cultura javanesa, en especial con las danzas folclóricas balinesas y las técnicas amatorias orientales, que le proporcionaron años más tarde fama como cortesana de lujo.

## Bailarina exótica y cortesana

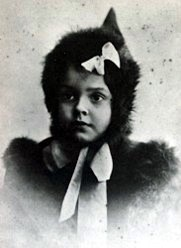
Su hija, Louise Jeanne.

De vuelta en Europa, la pareja se separó legalmente en los Países Bajos el 30 de agosto de 1902, y en 1906 se llevó a cabo el juicio sobre el divorcio y a pesar de tener inicialmente la custodia de su hija, su marido la apartó de ella, según declaró, debido a su vida libertina en la isla.
En París en 1903 realizó algunos intentos como modelo desnuda de artistas con el nombre de lady MacLeod, que conllevaron un auténtico trauma en su vida por carecer de recursos económicos para vivir, ya que sus ingresos eran muy bajos.
A finales de 1904 volvió a París, armada de valor y amparada en sus conocimientos orientales. La literatura romántica de evasión de finales del siglo XIX había popularizado una imagen difusa y añorada de la cultura oriental. Aprovechando estas circunstancias, y gracias al largo cabello oscuro y facciones extranjeras heredados de su madre se hizo pasar por una supuesta princesa de Java con el nombre de Mata Hari, que significa Sol en malayo (Mata = Ojo, Hari = Día; Mata Hari = El ojo del día), y debutó en el Museo Guimet propiedad del coleccionista Émile Étienne Guimet el 13 de marzo de 1905, y a partir de allí vivió ejerciendo de bailarina exótica, protagonizando espectáculos de strip-tease que comenzaron a darle cierto renombre. La mentira e imaginación, como salida obligada para superar su penosa situación económica, empezaron a dar sus frutos y a la vista de sus ventajosas consecuencias, pasaron a convertirse en algo habitual. En París hubo un revuelo con auténticas pugnas por conseguir localidades de las primeras filas en sus espectáculos de danza erótica y exótica. Bailaba las danzas sagradas que aseguraba había aprendido con su gente desde su niñez, y usaba unos finos velos translúcidos de los cuales se iba despojando poco a poco durante el acto, hasta quedar vestida únicamente con una malla del mismo color de su piel y las joyas orientales que lucía. Aunque daba la ilusión de que se desnudaba casi completamente, lo cual era el principal atractivo de su número, e incluso ejercía de cortesana, la verdad es que nunca llegaba a mostrar sus pechos. Se colocaba dos cúpulas metálicas enjoyadas sujetas por cadenas, con las que los ocultaba. Fueron muy populares las fotografías publicitarias de sus espectáculos.
|  |
|  |

|  |
|  |

|  |
|  |

|  |
|  |

|  |
|  |

|  |
|  |

Amparada por el mito que había creado, tuvo romances secretos con numerosos funcionarios militares e incluso políticos de alto nivel, y en general, con la alta sociedad. Para 1910, habían surgido muchas imitadoras, y aunque su fama y la de sus espectáculos crecía, la verdad es que iba perdiendo sus encantos físicos; la edad y el cambio físico que esto conlleva hizo que se centrara más en las labores de cortesana como forma de sustento.
Por aquella época, intentó recuperar a su hija, que vivía con su padre, pero resultó imposible. Mandó a su ama de llaves, que volvió con las manos vacías tras varias horas de espera a la puerta del colegio donde estudiaba, ya que aquel día su padre fue a recogerla y llevársela lejos. Nunca logró recuperar a su hija.

## Espía
Durante la Primera Guerra Mundial, los Países Bajos se mantuvieron neutrales. Como ciudadana neerlandesa, Zelle pudo cruzar las fronteras nacionales libremente. Para evitar los campos de batalla, viajó entre Francia y los Países Bajos a través de España y Gran Bretaña, y sus movimientos atrajeron la atención. Durante la guerra, Zelle estuvo involucrada en lo que se describió como una relación romántico-sexual muy intensa con un piloto ruso que servía con el ejército francés, el capitán Vadim Maslov, de veintitrés años, a quien llamó el amor de su vida. Maslov era parte de la fuerza expedicionaria rusa de 50 000 enviados al frente occidental en la primavera de 1916.

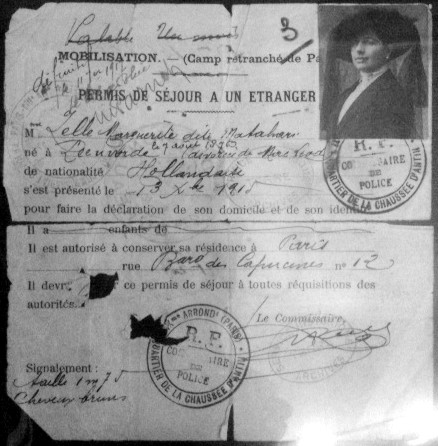
Permiso de residencia de Mata Hari en París.

En el verano de 1916, Maslov fue derribado y herido de gravedad durante un combate aéreo con los alemanes, perdiendo el ojo izquierdo, lo que llevó a Zelle a pedir permiso para visitar a su amante herido en el hospital de campaña donde se encontraba cerca del frente. Como ciudadana de un país neutral, a Zelle normalmente no se le permitiría estar cerca del frente. Zelle fue recibida por agentes del Deuxième Bureau que le dijeron que solo se le permitiría ver a Maslov si aceptaba espiar para Francia.
Antes de la guerra, Zelle había actuado como Mata Hari varias veces ante el príncipe heredero Guillermo de Prusia, el hijo mayor del káiser Guillermo II y nominalmente un general alemán de alto rango en el frente occidental. El Deuxième Bureau creía que podría obtener información seduciendo al príncipe heredero por secretos militares. De hecho, su participación fue mínima y fue la propaganda del gobierno alemán la que promovió la imagen del príncipe heredero como un gran guerrero, el digno sucesor de los augustos monarcas Hohenzollern que habían hecho a Prusia fuerte y poderosa. Querían evitar publicitar que el hombre que se esperaba que fuera el próximo káiser era un playboy conocido por ser mujeriego, fiestero y consentirse con el alcohol, que pasaba otra parte de su tiempo intrigando con políticos de extrema derecha, con la intención de tener a su padre declarado demente y depuesto.

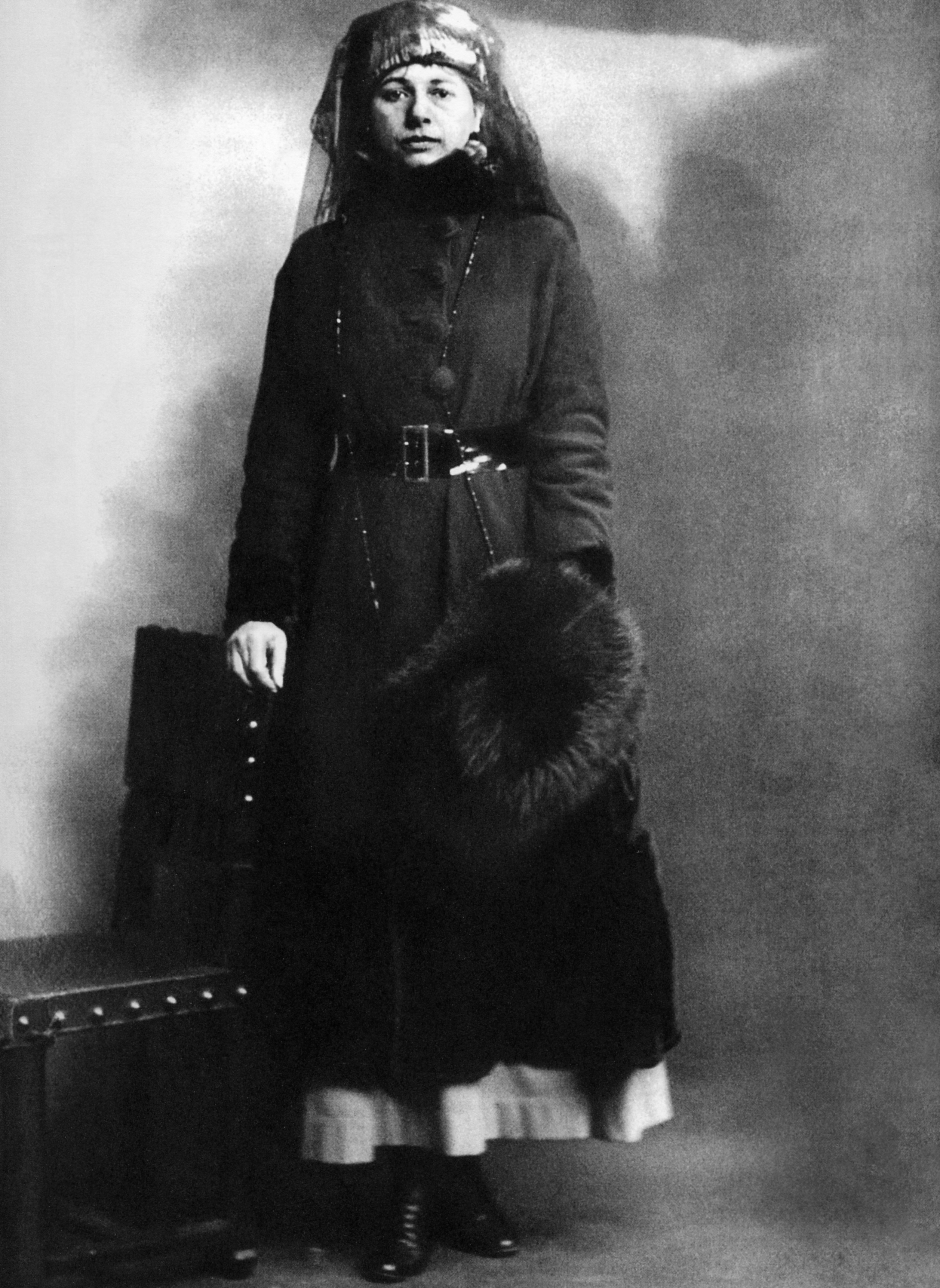
Mata Hari en el día de su arresto, 13 de febrero de 1917.

Sin darse cuenta de que el príncipe heredero no tenía mucho que ver con la dirección del 5.º Ejército, el Deuxième Bureau le ofreció a Zelle un millón de francos si podía seducirlo y proporcionar a Francia una buena inteligencia sobre los planes alemanes. El hecho de que el príncipe heredero, antes de 1914, nunca había comandado una unidad más grande que un regimiento y ahora supuestamente estaba al mando de un ejército debería haber sido una pista de que su papel en la toma de decisiones alemanas era mayormente nominal. El contacto de Zelle con el Deuxième Bureau fue el capitán Georges Ladoux, quien más tarde se convertiría en uno de sus principales acusadores.
En noviembre de 1916, viajaba en un barco de vapor desde España cuando su barco llegó al puerto británico de Falmouth. Allí fue arrestada y llevada a Londres, donde fue interrogada por sir Basil Thomson, comisionado asistente en Scotland Yard a cargo del contraespionaje. Él dio cuenta de esto en su libro de 1922 Queer People, diciendo que ella finalmente admitió trabajar para el Deuxième Bureau. Inicialmente detenida en la estación de policía de Cannon Street, fue liberada y se quedó en el Hotel Savoy. Una transcripción completa de la entrevista está en los Archivos Nacionales de Gran Bretaña y fue transmitida, con Mata Hari interpretada por Eleanor Bron, en la emisora independiente LBC en 1980. No está claro si mintió en esta ocasión, creyendo que la historia la hizo sonar más intrigante, o si las autoridades francesas la estuvieran utilizando de esa manera pero no la reconocieran debido a la vergüenza y la reacción internacional que podría causar.
A fines de 1916, Zelle viajó a Madrid, donde se reunió con el agregado militar alemán, el mayor Arnold Kalle, y le preguntó si podía concertar una reunión con el príncipe heredero. Durante este período, Zelle aparentemente ofreció compartir secretos franceses con Alemania a cambio de dinero, aunque aún no está claro si esto fue por codicia o por un intento de establecer una reunión con el príncipe heredero Guillermo.
En enero de 1917, el mayor Kalle transmitió mensajes de radio a Berlín describiendo las actividades útiles de un espía alemán con el nombre en código H-21, cuya biografía coincidía tan estrechamente con la de Zelle que era evidente que el Agente H-21 solo podía ser Mata Hari. El Deuxième Bureau interceptó los mensajes y, por la información que contenían, identificó a H-21 como Mata Hari. Los mensajes estaban cifrados con un código que la inteligencia alemana sabía que los franceses ya habían roto, lo que sugiere que los mensajes fueron ideados con la firme intención de exponer a Zelle para que fuera arrestada por los franceses.
El general Walter Nicolai, el jefe IC (oficial de inteligencia) del ejército alemán, se molestó mucho porque Mata Hari no le había proporcionado ninguna inteligencia digna de ese nombre, sino que vendió a los alemanes un simple chisme parisino sobre la vida sexual de los políticos y generales franceses y decidió terminar su empleo exponiéndola como espía alemana a los franceses.

## Juicio
En diciembre de 1916, la Segunda Oficina del Ministerio de Guerra francés permitió que Mata Hari obtuviera los nombres de seis agentes belgas. Cinco eran sospechosos de presentar material falso y trabajar para los alemanes, mientras que el sexto era sospechoso de ser un agente doble para Alemania y Francia. Dos semanas después de que Mata Hari hubiera salido de París para viajar a Madrid, los alemanes ejecutaron al agente doble, mientras que los otros cinco continuaron sus operaciones. Este desarrollo sirvió como prueba para la Segunda Oficina de que los nombres de los seis espías habían sido comunicados por Mata Hari a los alemanes.
El 13 de febrero de 1917, Mata Hari fue arrestada en su habitación en el Hotel Elysée Palace en los Campos Elíseos en París. Para salvarse del arresto, se excusó diciendo que iría a asearse y cambiarse antes de ir con ellos, pero al volver del tocador estaba completamente desnuda y les ofreció a los oficiales bombones en un casco de uniforme alemán. Fue juzgada el 24 de julio, acusada de espiar para Alemania y, en consecuencia, causar la muerte de al menos 50 000 soldados. Aunque la inteligencia francesa y británica sospechaba que estaba espiando para Alemania, ninguno de los dos podía presentar pruebas definitivas en su contra. Supuestamente, se encontró tinta invisible secreta en su habitación durante el registro, que era evidencia incriminatoria en ese período. Ella sostuvo que era parte de su maquillaje.
El interrogador principal de Zelle, que la interrogaba implacablemente, era el capitán Pierre Bouchardon; más tarde fue a enjuiciarla en el juicio. Bouchardon pudo establecer que gran parte de la personalidad de Mata Hari fue inventada, y lejos de ser una princesa javanesa, Zelle era en realidad neerlandesa, lo que debía usar como evidencia de su carácter dudoso y deshonesto en su juicio. Zelle le confesó a Bouchardon que había aceptado 20 000 francos de un diplomático alemán en los Países Bajos para espiar a Francia, pero insistió en que solo transmitió a los alemanes información trivial ya que su lealtad era completamente a su nación adoptiva, Francia. Mientras tanto, Ladoux había estado preparando un caso contra su antiguo agente presentando todas sus actividades de la peor manera posible, llegando incluso a involucrarse en la manipulación de pruebas.

## Chivo expiatorio
En 1917, Francia se vio gravemente sacudida por los Grandes Motines del ejército francés en la primavera de 1917 tras el fracaso de la ofensiva de Nivelle junto con una gran ola de ataque, y en ese momento muchos creían que Francia podría colapsar simplemente como resultado de agotamiento de guerra. En julio de 1917, un nuevo gobierno bajo Georges Clemenceau había llegado al poder, completamente comprometido a ganar la guerra. En este contexto, tener un espía alemán a quien poder culpar de todo lo que había salido mal en la guerra hasta el momento fue lo más conveniente para el Gobierno francés, lo que convirtió a Mata Hari en el chivo expiatorio perfecto, lo que explica por qué el caso en su contra recibió la máxima publicidad en la prensa francesa y llevó a que su importancia en la guerra fuera muy exagerada.
El historiador canadiense Wesley Wark declaró en una entrevista de 2014 que Mata Hari nunca fue un espía importante y que acababa de hacer de chivo expiatorio por fracasos militares franceses con los que no tenía nada que ver, afirmando: "Necesitaban un chivo expiatorio y ella era un objetivo perfecto para esto". Del mismo modo, la historiadora británica Julie Wheelwright declaró: "Realmente no transmitió nada que no pudieras encontrar en los periódicos de España". Wheelwright describió a Zelle como "... una mujer independiente, una divorciada, una ciudadana de un país neutral, una cortesana y una bailarina, lo que la convirtió en un chivo expiatorio perfecto para los franceses, que estaban perdiendo la guerra. Ella era como un ejemplo de lo que podría pasar si tu moral era demasiado floja".

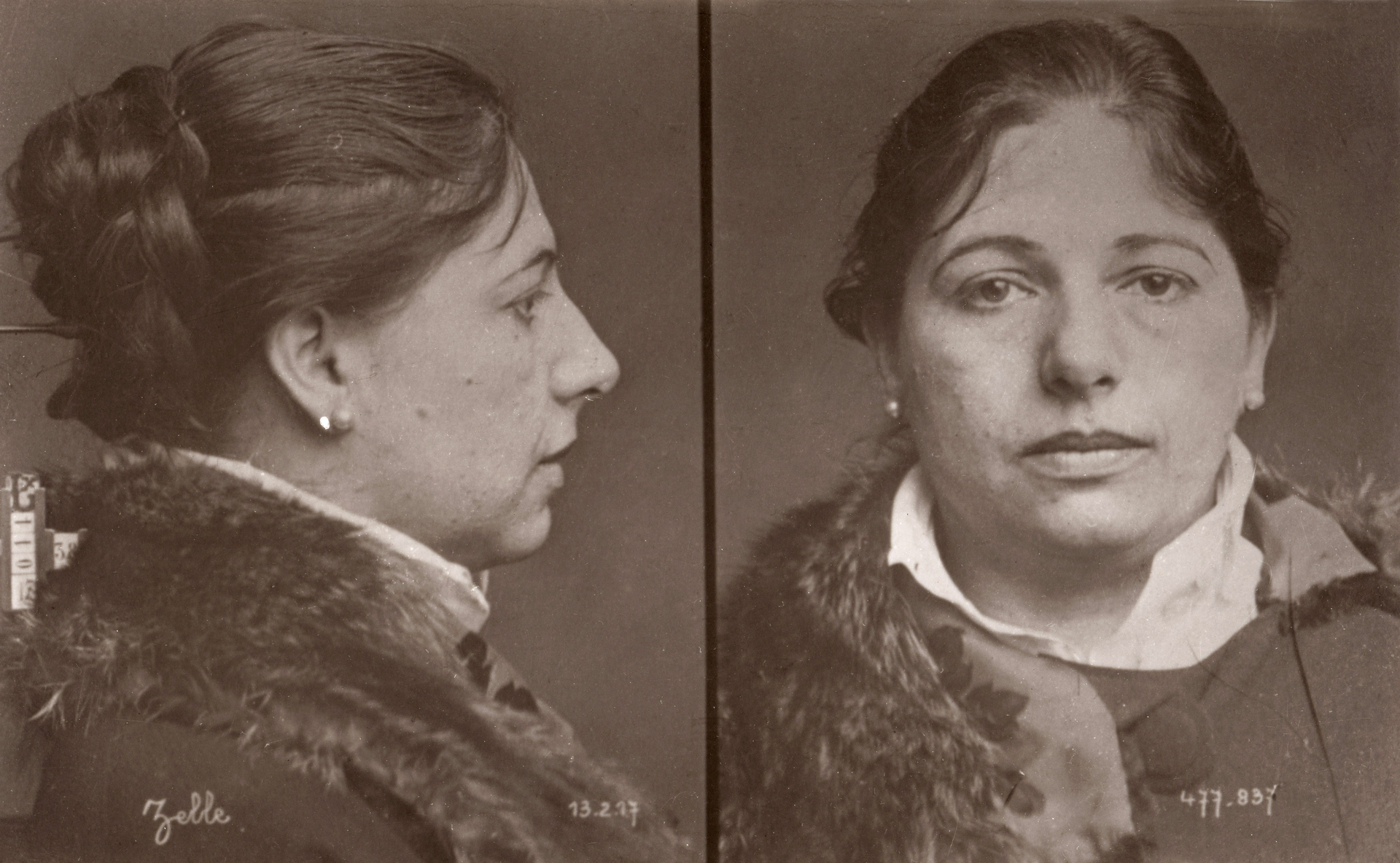
Mata Hari en la ficha policial.

Zelle escribió varias cartas al embajador neerlandés en París, alegando su inocencia. "Mis conexiones internacionales se deben a mi trabajo como bailarina, nada más... Debido a que realmente no espié, es terrible que no pueda defenderme". El momento más terrible y desgarrador para Mata Hari durante el juicio ocurrió cuando su amante Maslov, profundamente amargado por haber perdido un ojo en combate, declinó testificar por ella, diciéndole que no le importaba si era condenada o no. Se informó que Zelle se desmayó cuando se enteró de que Maslov la había abandonado.
Su consejo de defensa, el veterano abogado internacional Édouard Clunet, enfrentaba probabilidades imposibles; se le negó el permiso para interrogar a los testigos de la fiscalía o para examinar a sus propios testigos directamente. Bouchardon utilizó el hecho mismo de que Zelle era una mujer como prueba de su culpa, y dijo: "Sin escrúpulos, acostumbrada a hacer uso de hombres, ella es el tipo de mujer que nació para ser espía".
La misma Mata Hari admitió bajo interrogatorio que tomó dinero para trabajar como espía alemán. Algunos historiadores sostienen que Mata Hari pudo haber aceptado simplemente dinero de los alemanes sin llevar a cabo ninguna tarea de espionaje. En su juicio, Zelle insistió vehementemente en que sus simpatías estaban con los Aliados y declaró su apasionado amor por Francia, su patria adoptiva. En octubre de 2001, un grupo neerlandés, la Fundación Mata Hari, utilizó los documentos publicados en los archivos del MI5 (contrainteligencia británica) para pedirle al Gobierno francés que exonerara a Zelle, ya que argumentaban que los archivos del MI5 demostraban que no era culpable de los cargos de los que fue condenada. Un portavoz de la Fundación Mata Hari argumentó que, a lo sumo, Zelle era una espía de bajo nivel que no proporcionó secretos a ninguna de las partes, afirmando: "Creemos que hay suficientes dudas sobre el expediente de información que se utilizó para condenarla para garantizar la reapertura del caso. Tal vez ella no era del todo inocente, pero parece claro que no era la espía maestra cuya información envió a miles de soldados a la muerte, como se ha dicho".

### Ejecución

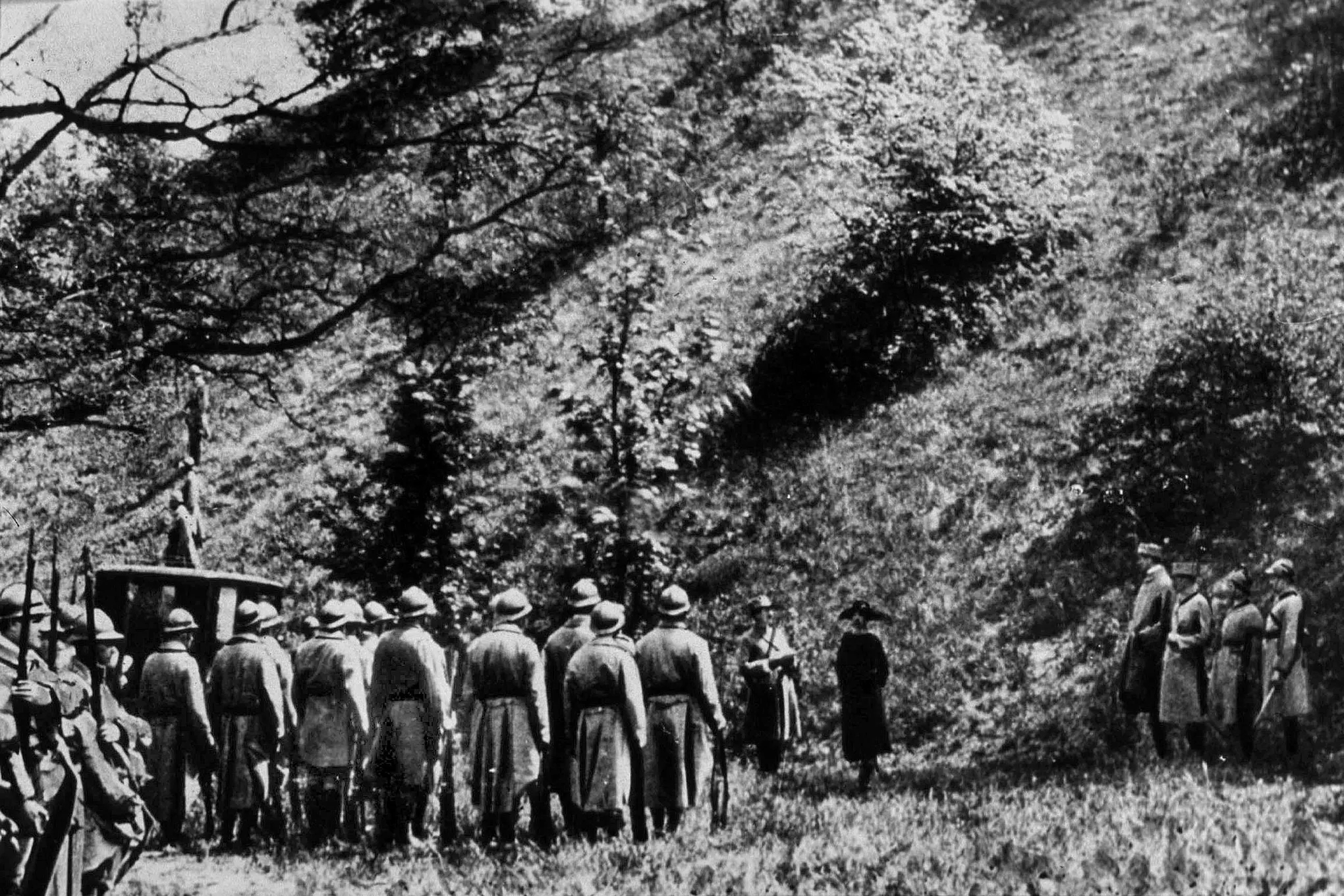
Mata Hari esperando la muerte por pelotón de fusilamiento. "Casi seguramente una reconstrucción para la película de 1920, con Asta Nielsen en el papel principal".

Zelle fue ejecutada por un pelotón de fusilamiento de doce soldados franceses justo antes del amanecer del 15 de octubre de 1917. Tenía cuarenta y un años. Según un relato de un testigo presencial del periodista británico Henry Wales, rechazó llevar la venda en los ojos y ser atada al poste. Ella desafiantemente lanzó un beso al pelotón de fusilamiento. Zelle a menudo ha sido retratada como una mujer fatal, la mujer peligrosa y seductora que usa su sexualidad para manipular a los hombres sin esfuerzo, pero otros la ven de manera diferente: en palabras de los historiadores estadounidenses Norman Polmer y Thomas Allen, ella era "ingenua y fácilmente engañada", una víctima de los hombres en lugar de un victimario.
Un artículo de The New Yorker de 1934 informó que en su ejecución llevaba "un elegante traje a medida amazónico, especialmente hecho para la ocasión y un par de guantes blancos nuevos", aunque otra fuente indica que llevaba el mismo traje, blusa escotada y un conjunto de sombreros de tricornio que habían sido elegidos por sus acusadores para que se los pusiera en el juicio, y que seguía siendo el único atuendo completo y limpio que tenía en prisión. Ninguna descripción coincide con la evidencia fotográfica. Wales registró su muerte, diciendo que después de que la ráfaga de disparos sonó, "lenta, inerte, se acomodó de rodillas, con la cabeza siempre en alto, y sin el menor cambio de expresión en su rostro. Por una fracción de segundo pareció tambalearse allí, de rodillas, mirando directamente a los que le habían quitado la vida. Luego cayó hacia atrás, doblando la cintura, con las piernas dobladas debajo de ella". Un suboficial se acercó a su cuerpo, sacó su revólver y le disparó en la cabeza para asegurarse de que estaba muerta.

## Restos y desclasificación francesa de 2017
El cuerpo de Mata Hari no fue reclamado por ningún miembro de la familia y, en consecuencia, se utilizó para estudios médicos. Su cabeza fue embalsamada y mantenida en el Museo de Anatomía de París. En 2000, los archiveros descubrieron que había desaparecido, posiblemente ya en 1958, según el curador Roger Saban, cuando el museo había sido reubicado. Hasta el día de hoy sigue desaparecida. Los registros que datan de 1918 muestran que el museo también recibió el resto del cuerpo, pero ninguno de los restos pudo ser encontrado más tarde.
El juicio sellado de Mata Hari y otros documentos relacionados, un total de 1275 páginas, fueron desclasificados por el ejército francés en 2017, cien años después de su ejecución.

## Polémica sobre su condena
La tesis más extendida sobre Mata Hari es que, aunque reveló algunos datos sobre algunos movimientos militares alemanes, como el desembarco nocturno de algunos oficiales del káiser en Marruecos, y que comunicó al enemigo movimientos de tropas francesas que conocía por la propia prensa de Madrid y París, no parece que Mata Hari fuera una espía importante, pese a que llegó a ser acusada por Francia de haber sido entrenada en una escuela en los Países Bajos para tal fin. En aquellos momentos, Mata Hari era más bien una cortesana que aceptó encargos de este tipo para mantener su caro nivel de vida y después para poder visitar, en territorio de guerra, a su joven amado herido en combate. Quienes han estudiado este personaje dicen que, en realidad, se tomó esta labor como un juego, no siendo plenamente consciente del riesgo que representaba.

## La hipótesis de la trampa alemana
Una tesis muy seguida se basa en que los alemanes, al decidir que Mata Hari les resultaba molesta, prepararon su eliminación a manos del propio enemigo, tendiendo una trampa al contraespionaje francés para que la asociaran como un agente alemán. La jugada era perfecta: al enviarle los alemanes a Mata Hari un mensaje comprometedor y cifrado con una clave obsoleta, de la que tenían constancia que sus enemigos ya disponían del método de descifrado, pero sabiendo que estos desconocían el sobre aviso alemán sobre este hecho, provocarían, tal como sucedió, que las autoridades de París creyeran sin reparos en la veracidad de toda la información interceptada, por pensar que los alemanes la habían enviado confiados, cuando en realidad lo habían hecho así a propósito.
Hay que mencionar el nuevo escenario de inteligencia de guerra que suscitó este conflicto mundial. Numerosos mensajes de este tipo eran enviados para confundir sobre las verdaderas intenciones del enemigo y el movimiento de tropas. La lucha por conseguir claves y estar al tanto del cambio de ellas provocó también auténticos quebraderos de cabeza. El mensaje hablaba de un agente alemán, el H21, que iría a París y que extraería cinco mil dólares en pago por sus servicios del Banco Comptoir d'Escompte. La coincidencia de su regreso a París junto con la llegada de la transferencia de los fondos bancarios, pese a que el dinero nunca llegó a sus manos, y en realidad era el pago de los servicios que había prestado a la propia Francia; además de este envenenado radio-telegrama que fue captado en la capital francesa por la antena de radio dispuesta en la Torre Eiffel, sirvieron como pruebas principales de la culpabilidad de Mata Hari.

### La leyenda
Muerta a los cuarenta y un años en 1917, Mata Hari sigue siendo un personaje de leyenda. Pese a la distancia en el tiempo, pocos son los acercamientos a su persona que la dibujan claramente como era en realidad. Para unos una mujer amoral que estaba dispuesta a todo para poder seguir viviendo en el lujo, y para otros, una mujer inconsciente que fue víctima de circunstancias difíciles.
«No sé si en el futuro se me recordará, pero si así fuera, que nadie me vea como a una víctima sino como a alguien que nunca dejó de luchar con valentía y pagó el precio que le tocó pagar», llegó a decir Mata Hari sin imaginar siquiera que acabaría convirtiéndose en una leyenda. En su novela La espía (2016), Paulo Coelho ahonda en su vida. Mata Hari se ha convertido en un icono por enfrentarse a los cánones de su época y luchar por ser una mujer independiente y libre en un mundo convulso.

## Cultura popular
- Mata Hari (1931), película dirigida por George Fitzmaurice y protagonizada por Greta Garbo.
- La película española La reina del Chantecler (1962), protagonizada por Sara Montiel, incluye una versión novelada de Mata Hari. Fue interpretada por Greta Chi.
- Mata Hari (1976), canción de Anne-Karine Strøm.
- Mata Hari (1985), película dirigida por Curtis Harrington y protagonizada por Sylvia Kristel.
- Hay una aventura gráfica para PC basada en la vida de Mata Hari y desarrollada por la compañía alemana Cranberry Production GmbH.
- La espía (Editorial Planeta y Grijalbo, 2016), libro de Paulo Coelho.
- Mata Hari (2016), serie de televisión que narra su vida.
- Mata Hari (1996-actualidad), destacada banda precursora del soul en la escena musical chilena.[29]
- Episodio 8 de la serie de televisión Las aventuras del joven Indiana Jones (1992), en donde el protagonista conoce a Mata Hari y tiene una aventura con ella, mientras es investigada por la policía francesa.
- Operación Mata Hari (1968), comedia española del director Mariano Ozores, con la actriz Gracita Morales, en el papel de una sirvienta que debe hacerse pasar por la verdadera Mata Hari.